# 李奧納多·法昆多·奎林
李奧納多·法昆多·奎林（1982年4月17日—）是一名阿根廷手球運動員，曾代表國家參加2012年倫敦奧運的男子手球比賽和2016年里約奧運的男子手球比賽，並未獲得獎牌。